# Villa Marulli
Die Villa Marulli ist ein Landhaus aus dem 18. Jahrhundert in San Giorgio a Cremano in der italienischen Region Kampanien. Es liegt im Gebiet der Miglio d’oro, im Viale Bernabò, 30.

## Geschichte
Die Villa gehörte dem Maler Luca Giordano; er bekam sie von seinem Bruder Nicola als Ort für die Ferien und zur Erholung von den künstlerischen Anstrengungen geschenkt.

## Beschreibung
Der Zugang zu dem Anwesen ist von der Piazza del Pittore aus. Um zur eigentlichen Villa zu gelangen, muss man aber eine lange Allee entlanggehen, die heute teilweise über den Viale Bernabò verläuft. Auf dem letzten Teil der Allee kann man zwischen den Kletterpflanzen noch einen Blick auf einige Zierelemente aus Lavagestein zu werfen, die damals die Einfriedungsmauer des Landgutes geziert haben müssen.
Ebenfalls aus dem 18. Jahrhundert stammen die beiden riesigen Palmen vor dem Eingang zur Villa. Ihre Großartigkeit schafft zusammen mit dem Satteldach an der Fassade der Villa einen einzigartigen, bühnenreifen Effekt.
Das Landhaus befindet sich in einem Stadium der Vernachlässigung und wurde aufgegeben, daher gibt es nur noch wenige originale Strukturen aus dem 18. Jahrhundert, die bis heute erhalten sind. Entlang der Treppen z. B. verblieben noch Spuren des großen Freskos, auf dem die Madonna und einige Heilige abgebildet sind, und vor dem Eingang zu dem Anwesen, auf der Piazza del Pittore, ist noch die Familienkapelle erhalten, die der Madonna del Carmelo geweiht ist und die Giordano anlässlich der Ernennung seines Sohnes Lorenzo zum Richter von Vicaria bauen ließ.
Dennoch ist von der ursprünglich barocken Struktur der Kapelle mit dem kleinen Glockenturm wegen der wiederholten Vergrößerungs- und Restaurierungsarbeiten heute nur noch wenig erhalten. Nur in ihrem Inneren sind auf der Seite des Altars zwei kleine Gemälde aus der Bauzeit erhalten, die Giordano zugeschrieben werden und auf denen der Heilige Josef und der Heilige Franz von Paola abgebildet sind.